# Olivier Gendebien
Olivier Gendebien (Brüsszel, 1924. január 12. – Les Baux-de-Provence, 1998. október 2.) belga autóversenyző, a Le Mans-i 24 órás autóverseny négyszeres győztese.

## Pályafutása
Az 50-es években, valamint a 60-as évek elején jelentős sikereket ért el különböző hosszútávú versenyeken. 1956-ban társával, Maurice Trintignant-al harmadik lett a Le Mans-i 24 órás versenyen. Olivier és Maurice hét kör hátrányban értek célba a győztes, Ninian Sanderson, Ron Flockhart duó mögött.
Az ezt követő években szerzett hírnevet magának a megbízhatósági versenyzésben. Megnyerte a Le Mans-i versenyt 1958-ban, 1960-ban, 1961-ben és 1962-ben. Győzött az 1958-as, 1961-es és az 1962-es Targa Florion, továbbá három alkalommal (1959, 1960, 1961) lett első a Sebringi 12 órás futamon.
1956 és 1961 között összesen tizenöt világbajnoki Formula–1-es nagydíjon vett részt. Olivier pontszerző volt debütáló versenyén, az argentin nagydíjon. Az 1960-as szezonban két alkalommal végzett dobogós helyen és tíz pontjával végül a hatodik helyen zárta az összetett értékelést.

## Eredményei

### Le Mans-i 24 órás autóverseny
| Év   | Csapat                 | Autó                         | Csapattárs          | Helyezés | Kiesés oka |
| ---- | ---------------------- | ---------------------------- | ------------------- | -------- | ---------- |
| 1955 | Equipe Nationale Belge | Porsche 550/4RS 1500 Spyder  | Wolfgang Seidel     | 5.       |            |
| 1956 | Scuderia Ferrari       | Ferrari 625LM Spyder Touring | Maurice Trintignant | 3.       |            |
| 1957 | Scuderia Ferrari       | Ferrari 250TR58              | Maurice Trintignant | Kiesett  | Motorhiba  |
| 1958 | Scuderia Ferrari       | Ferrari 250TR58              | Phil Hill           | Győzelem |            |
| 1959 | Scuderia Ferrari       | Ferrari 250TR59              | Phil Hill           | Kiesett  |            |
| 1960 | Scuderia Ferrari SpA   | Ferrari 250TR59/60           | Paul Frère          | Győzelem |            |
| 1961 | Scuderia Ferrari       | Ferrari 250TRI/61            | Phil Hill           | Győzelem |            |
| 1962 | SpA Ferrari SEFAC      | Ferrari 330TRI LM Spyder     | Phil Hill           | Győzelem |            |

### Teljes Formula–1-es eredménysorozata
(Táblázat értelmezése)

(Félkövér: pole-pozícióból indult; dőlt: leggyorsabb kört futott) 

| Év   | Csapat                    | Modell             | Motor       | 1      | 2   | 3     | 4     | 5      | 6     | 7     | 8      | 9   | 10     | 11     | Helyezés | Pont |
| ---- | ------------------------- | ------------------ | ----------- | ------ | --- | ----- | ----- | ------ | ----- | ----- | ------ | --- | ------ | ------ | -------- | ---- |
| 1956 | Scuderia Ferrari          | Ferrari 555        | Ferrari I4  | ARG 5  | MON | 500   | BEL   |        |       |       |        |     |        |        | 23.      | 2    |
| 1956 | Scuderia Ferrari          | Lancia-Ferrari D50 | Lancia V8   |        |     |       |       | FRA Ki | GBR   | GER   | ITA    |     |        |        | 23.      | 2    |
| 1958 | Scuderia Ferrari          | Ferrari Dino 246   | Ferrari V6  | ARG    | MON | NED   | 500   | BEL 6  | FRA   | GBR   | GER    | POR | ITA Ki | MOR Ki |          | 0    |
| 1959 | Scuderia Ferrari          | Ferrari Dino 246   | Ferrari V6  | MON    | 500 | NED   | FRA 4 | GBR    | GER   | POR   | ITA 6  | USA |        |        | 15.      | 3    |
| 1960 | Yeoman Credit Racing Team | Cooper T51         | Climax I4   | ARG    | MON | 500   | NED   | BEL 3  | FRA 2 | GBR 9 | POR 7  | ITA | USA 12 |        | 6.       | 10   |
| 1961 | Equipe Nationale Belge    | Emeryson Mk2       | Maserati I4 | MON Nk | NED |       |       |        |       |       |        |     |        |        | 14.      | 3    |
| 1961 | Scuderia Ferrari          | Ferrari 156        | Ferrari V6  |        |     | BEL 4 | FRA   | GBR    | GER   | ITA   |        |     |        |        | 14.      | 3    |
| 1961 | UDT-Laystall Racing Team  | Lotus 18/21        | Climax I4   |        |     |       |       |        |       |       | USA 11 |     |        |        | 14.      | 3    |